# 朧夜の女
『朧夜の女』（おぼろよのおんな）は、1936年に公開された五所平之助監督の日本映画。
東京下町を舞台にした現代劇。

## スタッフ
- 監督 - 五所平之助[1]
- 脚本 - 池田忠雄[1]
- 原作 - 五所亭[1]
- 撮影 - 小原譲治[1]
- 音楽 - 堀内敬三[3]
  - 句 - 「おぼろ夜」 久保田万太郎[4]
  - 作曲 - 町田嘉章[4]
  - 独唱 - 河原喜久恵[4]
- 美術 - 金須孝[3]
- 録音 - 土橋武夫[4]
- 照明 - 水上周明[4]
- 編集 - 森信[3]
- 現像 - 納所歳巳[4]

## キャスト
- 飯塚敏子 - 照子[4]
- 徳大寺伸 - 誠一[4]
- 飯田蝶子[4] - 誠一の母 お徳[5][6]
- 坂本武 - 文吉[4]
- 吉川満子[4] - 妻 おきよ[5][6]
- 佐分利信 - 医師[4]
- 野寺正一[3] - 町内の旦那[5][6]
- 河村黎吉[4] - 町内の旦那[5][6]
- 新井淳[4] - 町内の旦那[5][6]
- 青野清 - 職人[4]
- 谷麗光[4] - 職人[5][6]
- 忍節子[4] - 芸者[5][6]
- 岡村文子 - 牛やの女[4]
- 江坂静子 - 牛やの女[4]
- 朝見英子 - 女給[4]
- 立花泰子 - 女給[4]
- 大関君子 - 女中[4]
- 水島亮太郎[3] - 牛やの主人[5][6]
- 小林十九二[3] - 学生[5][6]
- 大山健二 - 学生[4]
- 阿部正三郎 - 学生[4]
- 金光嗣郎 - 学生[4]
- 五代目一竜斎貞丈[3]